# Gabyna pindarus
Gabyna pindarus är en fjärilsart som beskrevs av William Schaus 1912. Gabyna pindarus ingår i släktet Gabyna och familjen nattflyn. Inga underarter finns listade i Catalogue of Life.